# Premi Robert 2008
La 25ª edizione dei Premi Robert si è svolta a Copenaghen il 3 febbraio 2008.

## Vincitori e candidati
I vincitori sono indicati in grassetto, a seguire gli altri candidati.
Miglior film
- Kunsten at græde i kor, regia di Peter Schønau Fog
- Kærlighed på film, regia di Ole Bornedal
- Hvid nat, regia di Jannik Johansen
- Ekko, regia di Anders Morgenthaler
- Daisy Diamond, regia di Simon Staho

Miglior film per ragazzi
- De fortabte sjæles ø, regia di Nikolaj Arcel
- Jungledyret Hugo: Fræk, flabet og fri, regia di Jørgen Lerdam
- Karlas kabale, regia di Charlotte Sachs Bostrup
- Il tesoro dei templari - Ritorno al passato (Tempelriddernes skat II), regia di Giacomo Campeotto
- Vikaren, regia di Ole Bornedal

Miglior regista
- Peter Schønau Fog - Kunsten at græde i kor
- Simon Staho - Daisy Diamond
- Anders Morgenthaler - Ekko
- Nikolaj Arcel - De fortabte sjæles ø
- Ole Bornedal - Kærlighed på film

Miglior attore protagonista
- Lars Brygmann - Hvid nat
- Kim Bodnia - Ekko
- Søren Pilmark - Hvordan vi slipper af med de andre
- Anders W. Berthelsen - Kærlighed på film
- David Dencik - Uden for kærligheden

Miglior attrice protagonista
- Noomi Rapace - Daisy Diamond
- Bodil Jørgensen - Hjemve
- Rikke Louise Andersson - Hvid nat
- Julie Kolbech - Kunsten at græde i kor
- Paprika Steen - Vikaren

Miglior attore non protagonista
- Jesper Asholt - Kunsten at græde i kor
- Morten Grunwald - Hvid nat
- Kristian Halken - Karlas kabale
- Nikolaj Lie Kaas - Kærlighed på film
- Ulrich Thomsen - Vikaren

Miglior attrice non protagonista
- Hanne Hedelund - Kunsten at græde i kor
- Trine Dyrholm - Daisy Diamond
- Ellen Hillingsø - Karlas kabale
- Charlotte Fich - Kærlighed på film
- Karen-Lise Mynster - Uden for kærligheden

Miglior sceneggiatura
- Bo Hr. Hansen - Kunsten at græde i kor
- Peter Asmussen e Simon Staho - Daisy Diamond
- Mette Heeno e Anders Morgenthaler - Ekko
- Anders Thomas Jensen e Jannik Johansen - Hvid nat
- Ole Bornedal - Kærlighed på film

Miglior fotografia
- Dan Laustsen - Kærlighed på film
- Kasper Tuxen - Ekko
- Rasmus Videbæk - De fortabte sjæles ø
- Harald Gunnar Paalgard - Kunsten at græde i kor
- Dan Laustsen - Vikaren

Miglior montaggio
- Anders Villadsen - Kærlighed på film
- Janus Billeskov Jansen e Morten Højbjerg - Daisy Diamond
- Theis Schmidt - Ekko
- Mikkel E.G. Nielsen - De fortabte sjæles ø
- Thomas Krag - Vikaren

Miglior scenografia
- Niels Sejer - De fortabte sjæles ø
- Charlotte Bech - Hvid nat
- Søren Krag Sørensen - Kunsten at græde i kor
- Søren Gam - De unge år: Erik Nietzsche sagaen del 1
- Marie í Dali e Rie Lykke - Vikaren

Migliori costumi
- Margrethe Rasmussen - Kunsten at græde i kor
- Maria Gyllenhoff - Cecilie
- Marie Flyckt - De fortabte sjæles ø
- Ole Kofoed - Vikaren

Miglior musica
- Karsten Fundal - Kunsten at græde i kor
- Trond Bjerknes - Cecilie
- Henrik Lindstrand - Ekko
- Jane Antonia Cornish - De fortabte sjæles ø
- Jeppe Kaas - Karlas kabale

Miglior canzone
- Lille Svale di Elisabeth Gjerluff Nielsen - Karlas kabale
- Hand Of Faith di Kira Skov - Cecilie
- Let's Get Rid Of The Others di Sanne Graulund - Hvordan vi slipper af med de andre
- Jeg er en af de få, der er mange af di Kim Larsen - Ledsaget udgang
- You Can't Say No Forever di Lacrosse - Uden for kærligheden

Miglior sonoro
- Hans Christian Kock e Claus Lynge - De fortabte sjæles ø
- Bjørn Vidø e Gregers Kjar - Cecilie
- Kasper Janus Rasmussen e Rasmus Winther - Ekko
- Nino Jacobsen - Kærlighed på film
- Nino Jacobsen - Vikaren

Miglior trucco
- Kamilla Bjerglind - De fortabte sjæles ø
- Kamilla Egenfelt - Daisy Diamond
- Henrik Steen - Ekko
- Elisabeth Bukkehave - Kærlighed på film
- Elisabeth Bukkehave - Vikaren

Migliori effetti speciali / luci
- Hummer Høimark e Jeppe N. Christensen - De fortabte sjæles ø
- Thomas Dyg - Cecilie
- Morten Jacobsen, Thomas Foldberg e Michael Holm - Kollegiet
- Michael Holm e Hummer Høimark - Den sorte Madonna
- Daniel Silwerfeldt - Vikaren

Miglior film d'animazione
- Ung mand falder, regia di Martin de Thurah

Miglior documentario
- Milosevic on Trial, regia di Michael Christoffersen

Miglior cortometraggio di finzione o d'animazione
- tt1099205, regia di Søren Frellesen
- Lille løgn, regia di Mikkel Blaabjerg Poulsen

Miglior cortometraggio documentario
- Verden i Danmark, regia di Max Kestner

Premio del pubblico
- Kunsten at græde i kor, regia di Peter Schønau Fog